# 희생양 (소설)
《희생양》(영어: The Scapegoat)은 대프니 듀모리에의 1957년 장편 미스터리 소설이다. 얼굴이 똑같은 영국인과 프랑스인이 만나 서로 옷을 바꿔 입으면서 벌어지는 이야기이다. 대한민국에는 현대문학에서 이상원 번역으로 출간되었다. 1959년 로버트 헤이머가 연출하고 앨릭 기니스가 출연하는 동명의 영화로 각색되었다.

## 같이 보기
- 도펠겡어